# شباب (چرداول)
شباب، شهری در بخش شباب شهرستان چرداول در استان ایلام ایران است. این شهر، مرکز بخش شباب است.

## جمعیت
بر پایه سرشماری عمومی نفوس و مسکن در سال ۱۳۹۵، جمعیت شهر شباب برابر با ۶٬۰۸۸ نفر (۱٬۰۸۳ خانوار) بوده‌است.